# Bezpečný přístav
Bezpečný přístav (v anglickém originále Safe Haven) je americký romantický a dramatický film z roku 2013. Hlavní role hrají Julianne Hough, Josh Duhamel a Cobie Smulders. Režie se ujal Lasse Hallström a scénáře Gage Lansky a Dana Stevens. Film je adaptací stejnojmenného románu od Nicholase Sparkse. Premiéra ve Spojených státech proběhla dne 14. února 2013 a v České republice dne 25. dubna 2013. 

## Obsazení
- Josh Duhamel jako Alex Wheatley
- Julianne Hough jako Erin Tierney/Katie Feldman
- Cobie Smulders jako Carly Jo
- David Lyons jako detektiv Kevin Tierney
- Mimi Kirkland jako Lexie Wheatley
- Noah Lomax jako Josh Wheatley
- Irene Ziegler jako paní Feldmanová
- Robin Mullins jako Maddie
- Red West jako Roger
- Juan Carlos Piedrahita jako detektiv Ramirez
- Cullen Moss jako náměstek Bass
- Mike Pniewski jako poručík Robinson

## Produkce
Natáčení filmu bylo zahájeno dne 18. února 2012 ve Wilmingtonu a Southportu v Severní Karolíně. Některé scény se natáčely v Louisianě a jedna ze scén se natáčela poblíž hor Grandfather Mountain v Linville v Severní Karolíně.

## Přijetí

### Tržby
Film vydělal 71,3 milionů dolarů v Severní Americe a 26,2 milionů dolarů v ostatních oblastech, celkově tak vydělal 97,5 milionů dolarů po celém světě. Rozpočet filmu činil 28 milionů dolarů. Za první víkend docílil třetí  nejvyšší návštěvnosti, kdy vydělal 21,4 milionů dolarů.

### Recenze
Na recenzní stránce Rotten Tomatoes získal z 137 započtených recenzí 12 procent. Na serveru Metacritic snímek získal z 33 recenzí 34 bodů ze sta. Na Česko-Slovenské filmové databázi snímek získal 65 procent.

### Nominace
Film získal nominaci na Teen Choice Awards v kategorii nejlepší romantický film. Mimi Kirkland získala nominaci na cenu Young Artist Award v kategorii nejlepší malá filmová herečka ve vedlejší roli. 